# The Party (película de 1968)
The Party (El guateque en España; La fiesta inolvidable en Hispanoamérica) es una película de comedia estadounidense de 1968 dirigida por Blake Edwards y protagonizada por Peter Sellers y Claudine Longet. La película tiene una estructura muy suelta, y esencialmente sirve como una serie de escenarios para los talentos de comedia de improvisación de Sellers. Basada en la premisa de un «pez fuera del agua», la película trata sobre un actor chapucero de la India, Hrundi V. Bakshi (interpretado por Sellers), quien accidentalmente es invitado a una lujosa cena de Hollywood y «comete errores terribles basados en la ignorancia de las costumbres occidentales».
El protagonista Hrundi Bakshi fue influenciado por dos de los personajes anteriores de Sellers: el médico indio Ahmed el Kabir en The Millionairess (1960) y el Inspector Clouseau en la serie La pantera rosa. A su vez, el personaje Hrundi Bakshi pasó a ser influyente, inspirando a varios personajes populares posteriores, incluido el personaje de Amitabh Bachchan, Arjun Singh, en el éxito de taquilla de Bollywood de 1982, Namak Halaal, el personaje de Rowan Atkinson, Mr. Bean, en la comedia de situación de la década de 1990 del mismo nombre, y el personaje de Hank Azaria, Apu Nahasapeemapetilon, en la comedia de situación animada estadounidense Los Simpson.

## Argumento
Un equipo de filmación está haciendo una epopeya al estilo Gunga Din. El desconocido actor indio Hrundi V. Bakshi (Peter Sellers) interpreta a un corneta, pero sigue tocando después de recibir varios disparos y después de que el director (Herb Ellis) grita «corte». Hrundi luego explota accidentalmente un enorme plató equipado con explosivos, arruinando la película. El director despide a Hrundi inmediatamente y llama al director del estudio, el general Fred R. Clutterbuck (J. Edward McKinley). Clutterbuck escribe el nombre de Hrundi para ponerlo en la lista negra, pero sin darse cuenta lo escribe en la lista de invitados de su próxima cena.
Hrundi recibe su invitación y conduce a la fiesta. Al estacionar su auto, se mete en barro. Hrundi intenta enjuagar el barro de su zapato en un charco que atraviesa la casa, pero pierde el zapato. Después de muchos fracasos, se reencuentra con su zapato servido en bandeja de plata por uno de los camareros.
Hrundi tiene interacciones incómodas con todos en la fiesta, incluido el perro de Clutterbuck, Cookie. Conoce al famoso actor de cine wéstern «Wyoming Bill» Kelso (Denny Miller), quien le da un autógrafo a Hrundi. Más tarde, Hrundi dispara accidentalmente a Kelso con una pistola de juguete, pero Kelso no ve quién lo hizo. Hrundi alimenta a un guacamayo enjaulado con comida de un recipiente marcado como «Birdie Num Num» y deja caer la comida al suelo. Hrundi en varios momentos durante la película activa un panel de electrónica que controla el intercomunicador, una copia del Manneken Pis (empapando a un invitado) y una barra retráctil (mientras Clutterbuck está sentado en ella). Después de que Kelso lastima la mano de Hrundi mientras la estrecha, Hrundi mete la mano en un recipiente con hielo picado que contiene caviar. Mientras espera para lavarse las manos, conoce a la aspirante a actriz Michèle Monet (Claudine Longet), que llegó con el productor C. S. Divot (Gavin MacLeod). Hrundi le da la mano a Divot, y Divot luego le da la mano a otros invitados, pasando el olor a pescado y de vuelta a Hrundi después de que se haya lavado la mano.
En la cena, el lugar de Hrundi junto a la puerta de la cocina tiene una silla muy baja que pone su barbilla cerca de la mesa. Un camarero cada vez más borracho, Levinson (Steve Franken), intenta servir la cena y pelea con el resto del personal. Durante el plato principal, el pollo asado de Hrundi sale catapultado de su tenedor y queda empalado en la tiara de una invitada. Hrundi le pide a Levinson que recupere su comida, pero la peluca de la mujer se cae junto con su tiara, mientras ella, sin darse cuenta, entabla una conversación. Levinson termina peleando con otros camareros y la cena se interrumpe.
Hrundi se disculpa con sus anfitriones; entonces tiene que ir al baño. Deambula por la casa, abre puertas e irrumpe en varios sirvientes e invitados en situaciones embarazosas. Termina en el patio trasero, donde accidentalmente enciende los aspersores de riego. Ante la insistencia de Divot, Michèle ofrece una interpretación de guitarra improvisada para impresionar a los invitados. Hrundi sube las escaleras, donde salva a Michèle de los avances no deseados de Divot desalojando el peluquín de Divot. Hrundi finalmente encuentra un baño, pero rompe el inodoro, deja caer una pintura en él, tira papel higiénico por todas partes e inunda el baño. Para evitar ser descubierto, Hrundi se cuela en el techo y cae a la piscina. Michèle salta para salvarlo, pero luego lo obligan a beber alcohol para calentarse. Un grupo de baile ruso llega a la fiesta. Arriba, Hrundi encuentra a Michèle llorando en la habitación de al lado y la consuela. Divot irrumpe y exige que Michèle se vaya con él. Michèle dice que no y Divot cancela su prueba de pantalla al día siguiente. Hrundi la convence de quedarse y pasar un buen rato con él. Regresan a la fiesta con ropa prestada. La fiesta se vuelve más salvaje y Hrundi se ofrece a retraer la barra para dejar espacio para bailar. En cambio, abre un piso retráctil con una piscina debajo, lo que hace que los invitados caigan en la piscina. Levinson hace que más pisos se retraigan y más invitados caigan dentro. La hija de Clutterbuck llega con amigos y un elefante bebé pintado con lemas hippies sobre el cuerpo. Hrundi se ofende y les pide que laven el elefante. La casa entera pronto se llena de pompas de jabón.
De vuelta en su casa, Divot se da cuenta de repente de que Hrundi es el actor despedido que hizo estallar el plató y vuelve corriendo a la fiesta. Mientras la banda sigue tocando, Clutterbuck intenta salvar sus pinturas cubiertas de espuma. El aire acondicionado lanza espuma por todas partes mientras los invitados bailan con música psicodélica, y la angustiada esposa de Clutterbuck cae a la piscina tres veces. Divot se detiene mientras la policía y el personal del departamento de bomberos trabajan para resolver todo. Hrundi se disculpa por última vez con Clutterbuck cuando Divot revela quién es Hrundi, pero Clutterbuck accidentalmente estrangula al jefe de camareros en lugar de a Hrundi. Kelso le da a Hrundi una foto autografiada y un sombrero Stetson mientras Hrundi y Michèle se van en el triciclo Morgan de Hrundi. Fuera de su apartamento, Hrundi y Michèle parecen a punto de admitir que se han enamorado. Hrundi le da a Michèle el sombrero como recuerdo y ella dice que puede ir a buscarlo en cualquier momento. Hrundi sugiere que podría venir la semana que viene y ella acepta de buena gana. Hrundi sonríe y se marcha cuando su auto petardea.

## Reparto
- Peter Sellers como Hrundi V. Bakshi.
- Claudine Longet como Michèle Monet.
- Natalia Borisova como bailarina.
- Jean Carson como niñera.
- Marge Champion como Rosalind Dunphy.
- Al Checco como Bernard Stein.
- Corinne Cole como Janice Kane.
- Dick Crockett como Wells.
- Frances Davis como mucama.
- Danielle de Metz como Stella D'Angelo.
- Herb Ellis como director.
- Paul Ferrara como Ronnie Smith.
- Steve Franken como Levinson.
- Kathe Green como Molly Clutterbuck.
- Allen Jung como cocinero.
- Sharron Kimberly como la princesa Helena.
- James Lanphier como Harry.
- Buddy Lester como Davey Kane.
- Stephen Liss como Geoffrey Clutterbuck.
- Gavin MacLeod como C. S. Divot.
- Jerry Martin como Bradford.
- Fay McKenzie como Alice Clutterbuck.
- J. Edward McKinley como Fred Clutterbuck.
- Denny Miller como «Wyoming Bill» Kelso.
- Elianne Nadeau como Wiggy.
- Thomas W. Quine como el congresista Dunphy.
- Timothy Scott como Gore Pontoon
- Ken Wales como asistente de dirección
- Carol Wayne como June Warren.
- Donald R. Frost como baterista.
- Helen Kleeb como secretaria.
- George Winters como Cliff Hanger.
- Linda Gaye Scott como estrella.

Notas de reparto
- Vin Scully no está acreditado y no aparece en la pantalla, pero se puede escuchar su voz anunciando un juego de Los Angeles Dodgers en la radio de la cocina.[7]

## Producción
The Party fue la única colaboración no relacionada con La pantera rosa entre Sellers y Edwards. El productor Walter Mirisch sabía que Sellers y Edwards se consideraban problemáticos; en su autobiografía, Mirisch escribió: «Blake se había ganado la reputación de ser un director muy caro, particularmente después de The Great Race». Sellers había interpretado a un hombre indio (Dr. Ahmed el Kabir) en su exitosa película The Millionairess (1960) y a otro médico indio en The Road to Hong Kong (1962). Se le recuerda principalmente como un torpe similar al Inspector Clouseau en la serie La pantera rosa.
La película comenzó a rodarse en mayo bajo el título RSVP.
Los interiores de la película se rodaron en un set, en el lote de Metro-Goldwyn-Mayer, aunque esto puede ser un error, ya que IMDb enumera los estudios Samuel Goldwyn en Formosa como la dirección correcta, probablemente porque otras Mirisch Productions, incluida West Side Story, también se rodaron allí. El guion original tenía solo 63 páginas. Edwards dijo más tarde que era el guion más corto del que jamás había filmado, y que la mayoría del contenido de la película fue improvisado en el set.
La película se inspira mucho en las obras de Jacques Tati; Bakshi llega a la fiesta en un triciclo Morgan que puede sugerir el auto de Monsieur Hulot en Las vacaciones del Sr. Hulot. Sin embargo, no era el mismo coche (Salmson AL3). Toda la historia de la película recuerda a la secuencia del restaurante Royal Garden de Playtime, y la interacción cómica con objetos inanimados y dispositivos es paralela a varias de las películas de Tati, especialmente Mi tío.

## Banda sonora
La partitura de The Party fue compuesta por Henry Mancini, incluida la canción «Nothing to Lose». Mancini, al comentar sobre las reacciones de la audiencia, señaló: «Eso es lo que obtengo por escribir una buena canción para una comedia. Nadie va a escuchar una nota de eso». Durante una escena posterior en la película, se puede escuchar a la banda tocando «It Had Better Be Tonight (Meglio stasera)», una canción que Mancini compuso para la primera película de La pantera rosa. El CD fue lanzado originalmente el 20 de agosto de 1995 por BMG Victor.
Listado de pistas
Lado 1:
1. «The Party» (vocal) 2:14
2. «Brunette in Yellow» 2:56
3. «Nothing to Lose» (instrumental) 3:18
4. «Chicken Little Was Right» 2:54
5. «Candleleight on Crystal» 3:05
6. «Birdie Num-Num» 2:21

Lado 2:
1. «Nothing to Lose» (vocal) 2:25
2. «The Happy Pipers» 2:17
3. «Party Poop» 2:34
4. «Elegant» 4:44
5. «Wiggy» 3:02
6. «The Party» (instrumental) 3:12

## Recepción
En el agregador de reseñas Rotten Tomatoes, la película tiene un índice de aprobación del 83% basado en 23 reseñas, con una puntuación promedio de 6.60/10.
La fiesta es considerada un clásico del cine cómico de culto. Los biógrafos de Edwards, Peter Lehman y William Luhr, dijeron: «The Party puede muy bien ser una de las películas más radicalmente experimentales en la historia de Hollywood; de hecho, puede ser la película más radical desde que el estilo de D. W. Griffith llegó a dominar el cine estadounidense». Saul Austerlitz escribió: «A pesar de lo ofensivo de la rutina de brownface de Sellers, The Party es una de sus mejores películas... Tomando una página de Tati, esta es una comedia neorrealista, deliberadamente carente del ojo guía de un director: mira aquí, mira allá. La pantalla está repleta de actividad, y los ojos de la audiencia se dejan vagar por donde puedan».

### Críticas raciales
The Party ha sido criticado por haber perpetuado los estereotipos de personas oriundas de Asia del Sur y por utilizar «brownface». Shane Danielson lo describió en The Guardian como «Una obra maestra cómica, pero difícilmente la representación más ilustrada de nuestros hermanos subcontinentales. Aún así, impulsada por el loco brío de Sellers, esta demostración tardía de blackface provocó algunas risas culpables y al menos un eslogan perdurable (el inmortal 'Birdie num-num')».
Sin embargo, la película también fue muy popular en India. La primera ministra india Indira Gandhi era fanática y le gustaba mucho repetir la frase de Bakshi «¡En India no pensamos quiénes somos, sabemos quiénes somos!», la respuesta del personaje a un hostil «¿Quién crees que eres?». El personaje de Hrundi Bakshi también inspiró al personaje de Amitabh Bachchan, Arjun Singh, en el éxito de taquilla de Bollywood de 1982, Namak Halaal. Además, para su película The Alien, el director indio Satyajit Ray planeaba elegir a Sellers como un hombre de negocios marwari. Ray era fanático de Sellers y creía que podía representar de manera convincente a los personajes indios basándose en sus actuaciones en The Party y The Millionairess. Sellers finalmente se retiró del proyecto y la película nunca se realizó.